# Рованиеми (аэропорт)
Аэропорт Рованиеми (фин. Rovaniemen lentoasema) (ИАТА: RVN, ИКАО: EFRO) третий аэропорт Финляндии по объёму пассажиропотока (2015), находится в Рованиеми, Финляндия, примерно в 10 км к северу от центра Рованиеми. Северный Полярный круг пересекает взлётно-посадочную полосу неподалёку от её северного окончания.
В 2014 году компанией Finavia проведены значительные работы по модернизации аэропорта, а в июле 2016 года компания планирует вложить около 13 млн евро в замену покрытия поля и улучшение освещения (в период закрытия аэропорта пассажиры компании Finnair будут доставляться автобусами в аэропорт Кеми-Торнио).

## История
Аэропорт был построен в 1940 г., тогда он имел две взлётно-посадочные полосы с травяным покрытием. В течение 1941—1944 гг. использовался ВВС нацистской Германии как авиабаза и центр снабжения.

## Официальный аэропорт Санта-Клауса

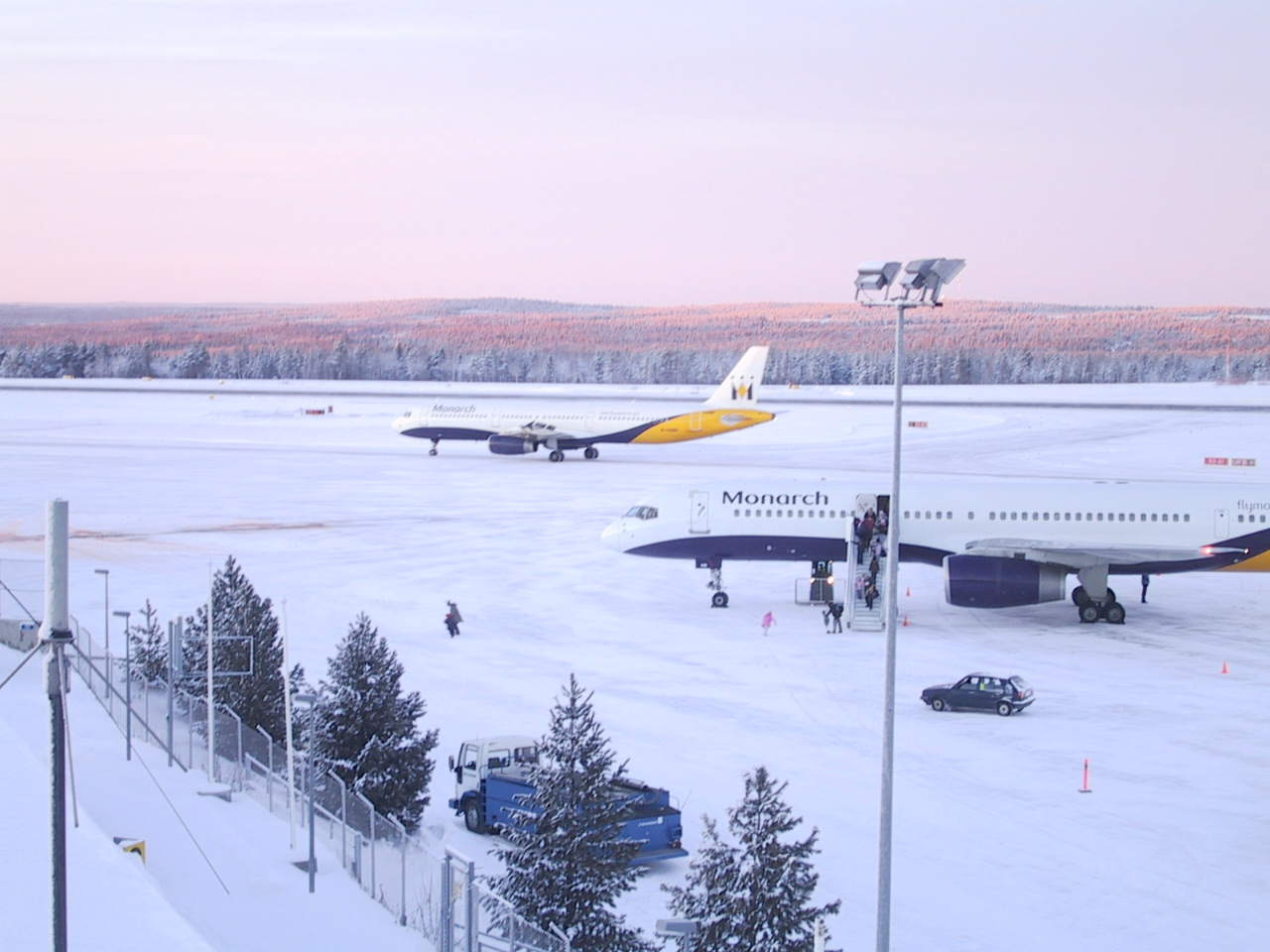
Зима 2004 в аэропорту Рованием

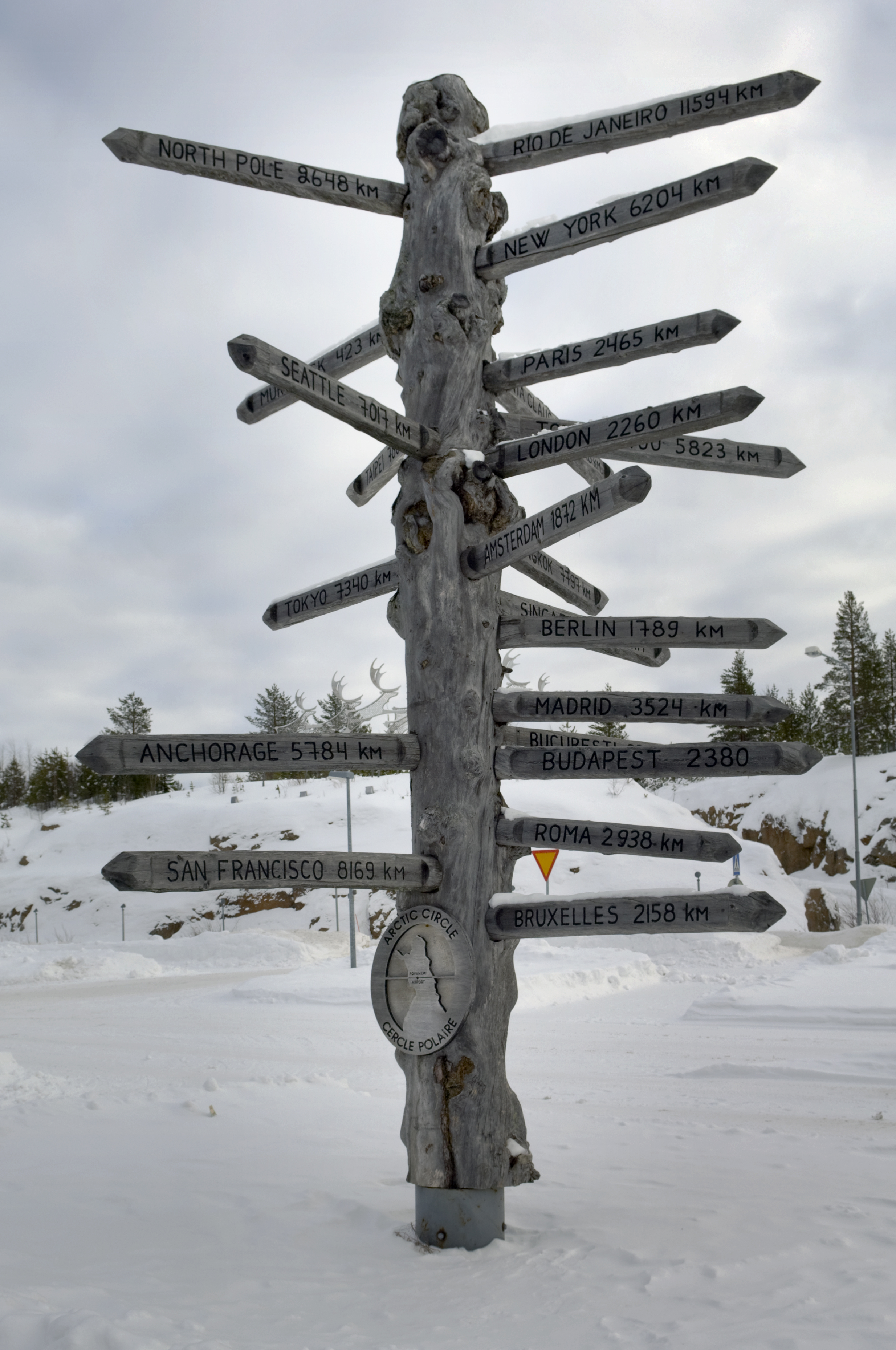
«Указатель» направлений и расстояний в аэропорту Рованиеми

В 2010 г. аэропорт обслужил больше 309 тыс. пассажиров Основу пассажиропотока составляет чартерные рейсы из Великобритании и многих других европейских стран с конца ноября до середины января каждый год. Туристы из России прибывают позднее из-за более поздних сроков Православного Рождества.
В дополнение к гражданским рейсам взлётно-посадочные полосы используют истребители F-18 авиакомандования Лапландия ВВС Финляндии. Здесь же базируются авиационные подразделения Пограничной охраны Финляндии.
Аэропорт Рованиеми — один из трёх аэропортов Финляндии, где используются телескопические трапы (ещё два — Хельсинки-Вантаа и Оулу). Аэропорт управляется Finavia. Он соединён с центром Рованиеми с помощью такси и автобусов, имея хорошо развитое сообщение по Лапландии, включая горнолыжные курорты.
Аэропорт Рованиеми — пятый по величине в Финляндии. Деревня Санта Клауса и Санта Парк находятся на расстоянии 2—3 км от него. Аэропорт расположен примерно в 8—9 км от центра Рованиеми со множеством ресторанов и отелей. Самое напряжённое время в аэропорту — Рождественский сезон, когда к Санте прилетает много посетителей.

## Авиакомпании и направления

### Чартерные рейсы
- Все указанные внизу рейсы приходятся на зимнее время, если не указано иное

## Статистика
| Год  | Внутренние линии | Международные линии | Всего пассажиров | Изменение |
| ---- | ---------------- | ------------------- | ---------------- | --------- |
| 2005 | 295,205          | 89,317              | 384,522          | −2.5 % ▼  |
| 2006 | 330,910          | 101,377             | 432,287          | +12.4 % ▲ |
| 2007 | 348,275          | 101,810             | 450,085          | +4.1 % ▲  |
| 2008 | 308,870          | 91,607              | 400,477          | −11.0 % ▼ |
| 2009 | 246,089          | 63,642              | 309,731          | −22.7 % ▼ |
| 2010 | 246,464          | 63,357              | 309,831          | +0.1 % ▲  |
| 2011 | 329,990          | 66,835              | 396,825          | +28.1 % ▲ |